# موزه ملی گیونگجو
موزه ملی گیونگجو (کره‌ای: 국립경주박물관) موزه‌ای در شهر گیونگجو در استان جیونگسانگ شمالی در کره جنوبی است. بیشتر آثار موزه مربوط به دوران پادشاهی دودمان شیلا است. شهر گیونگجو در آن دوران پایتخت بود.

## نگارخانه

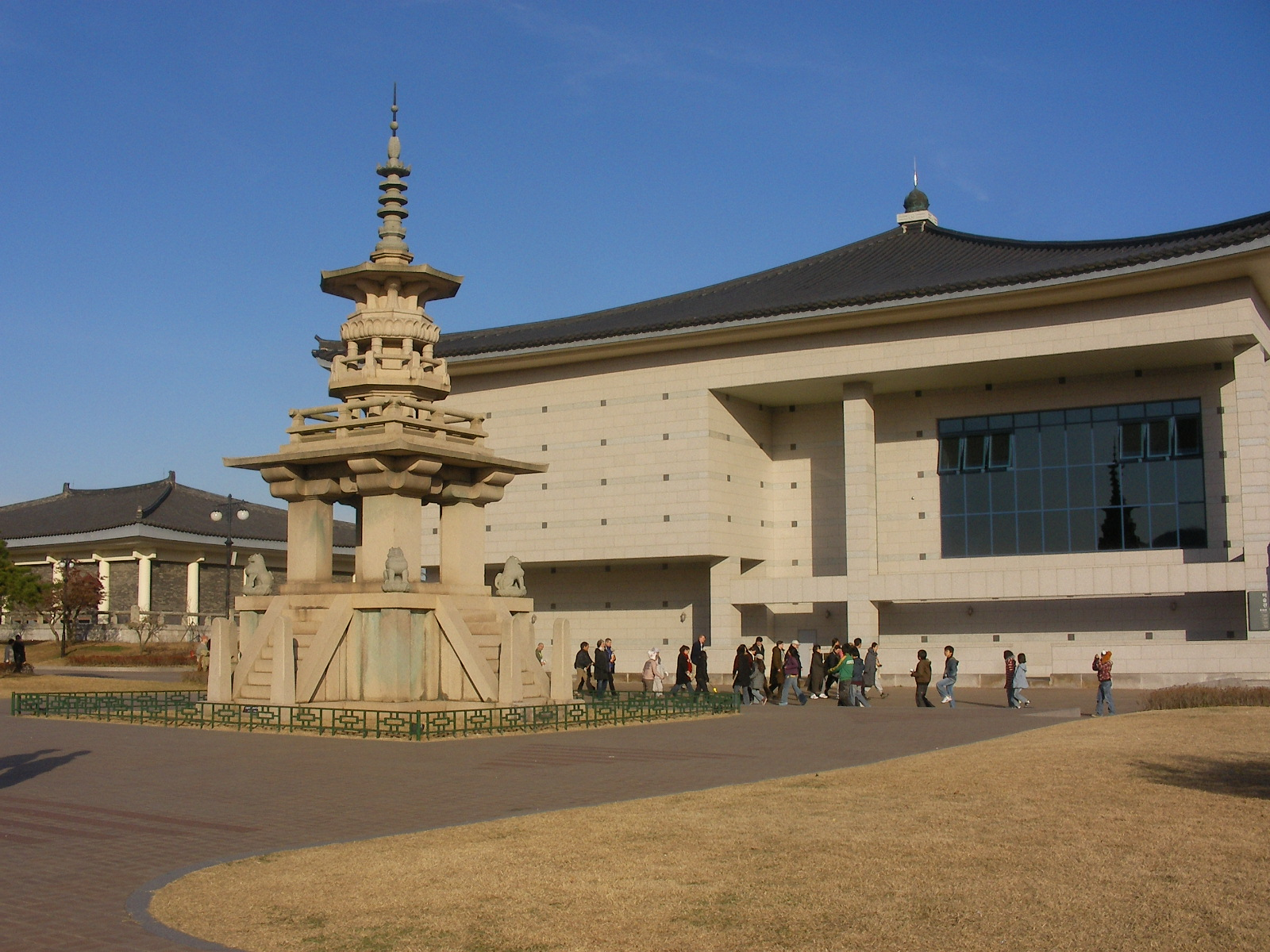
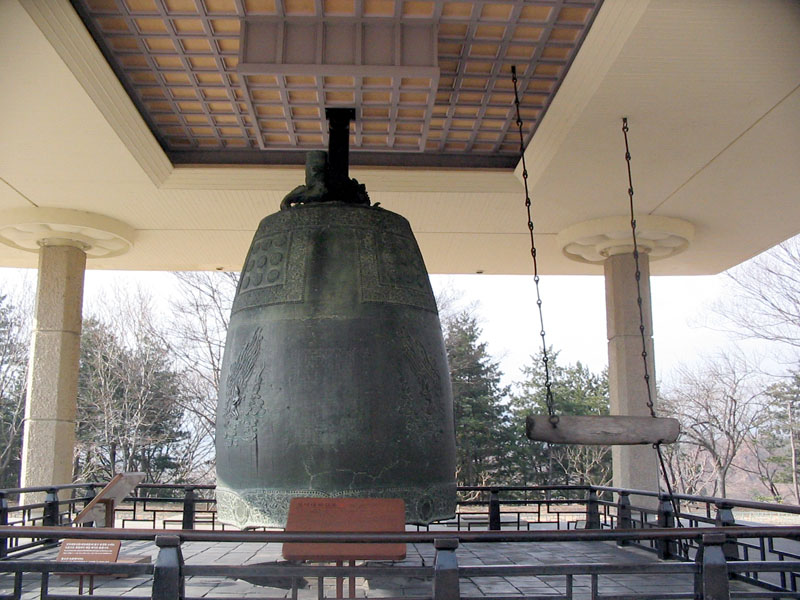
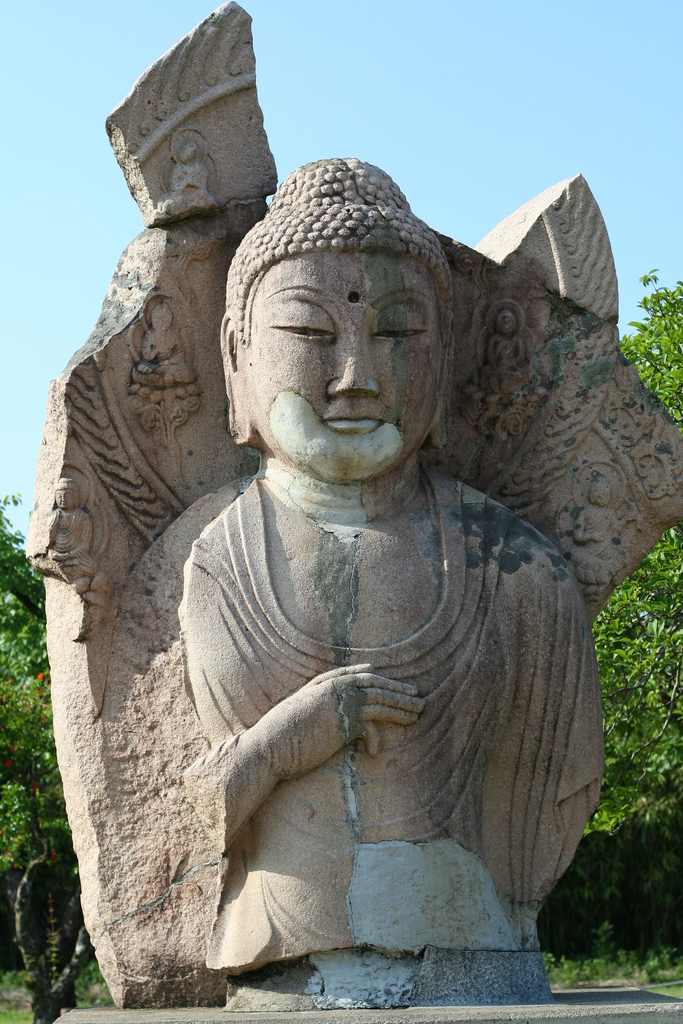
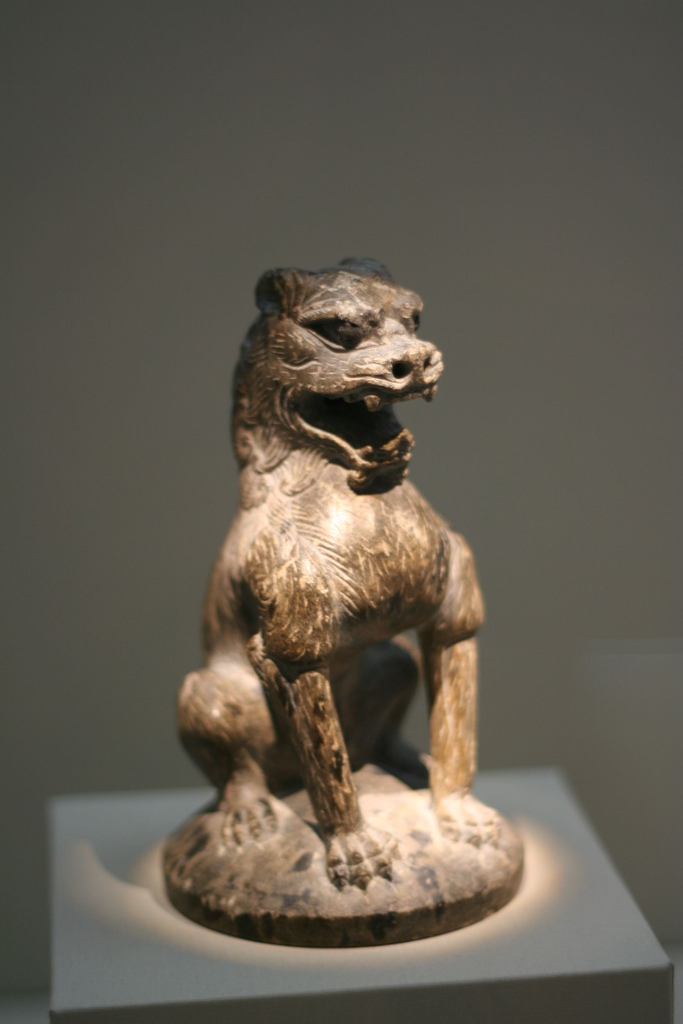
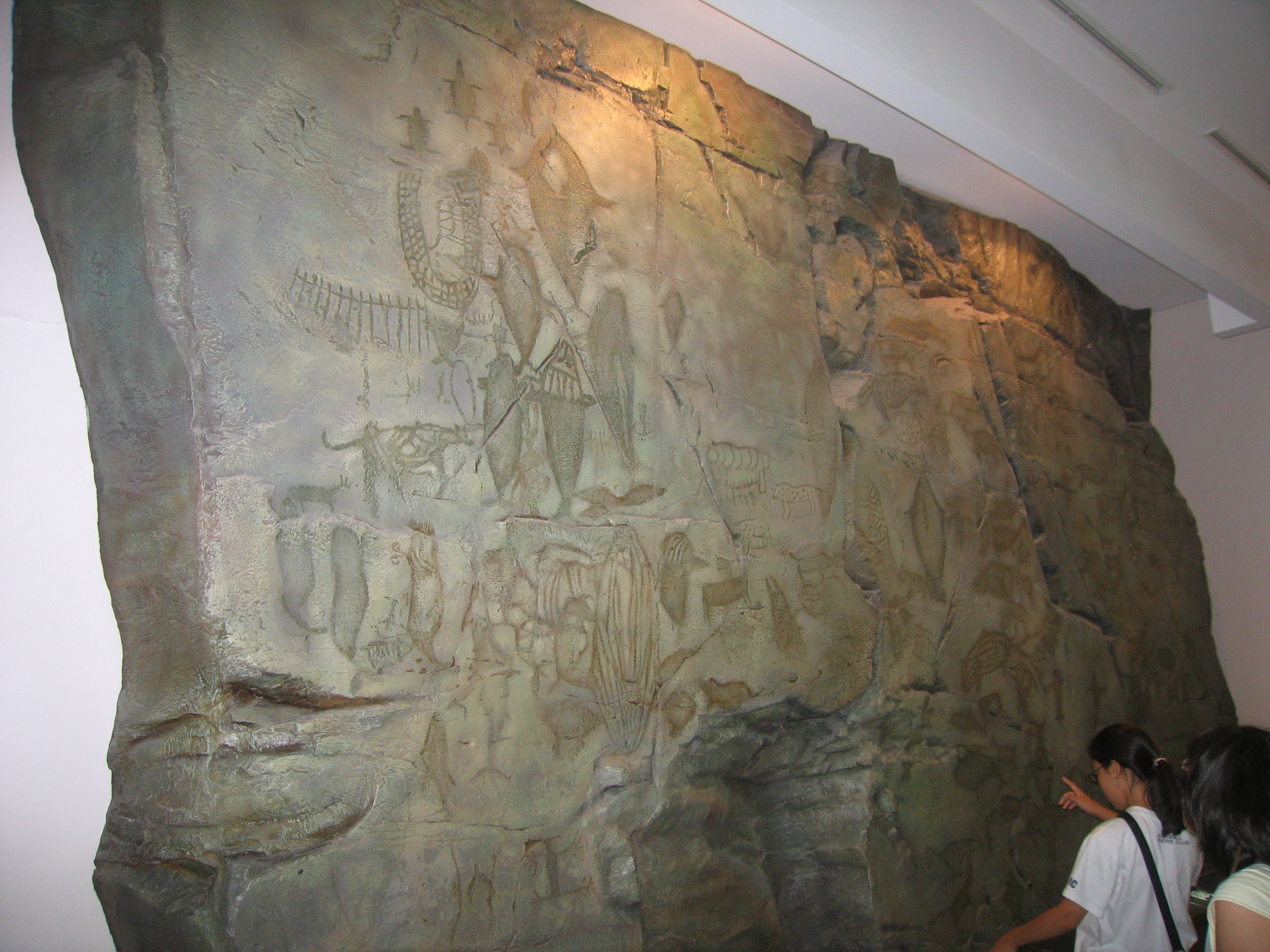
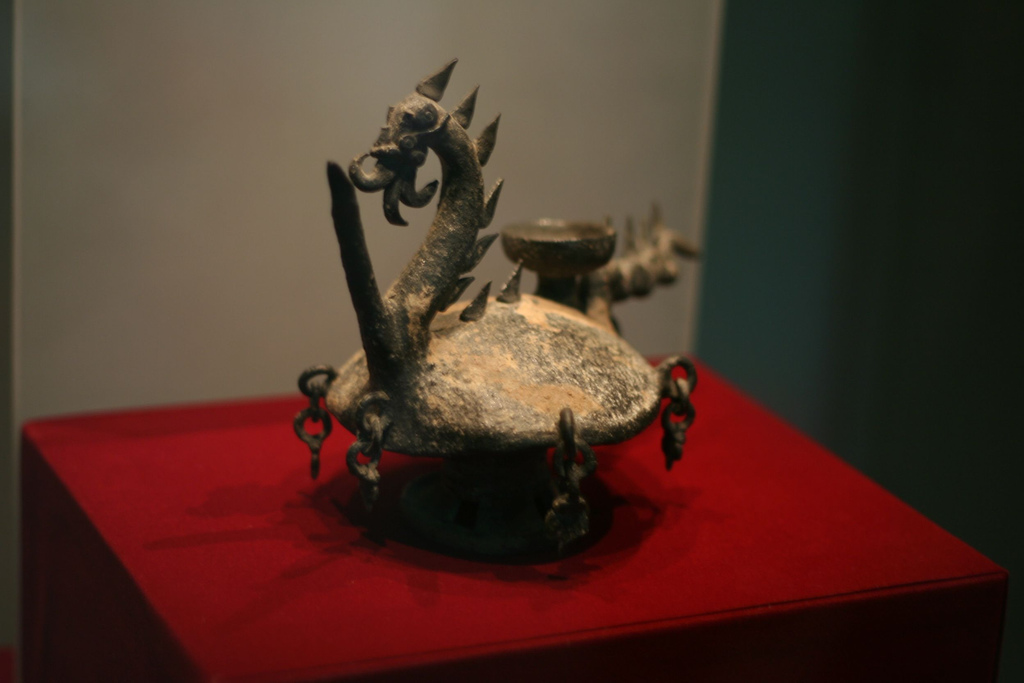
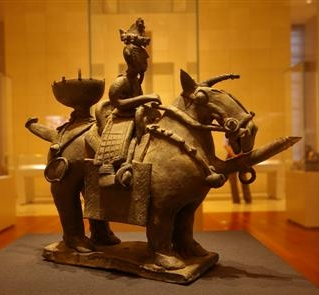
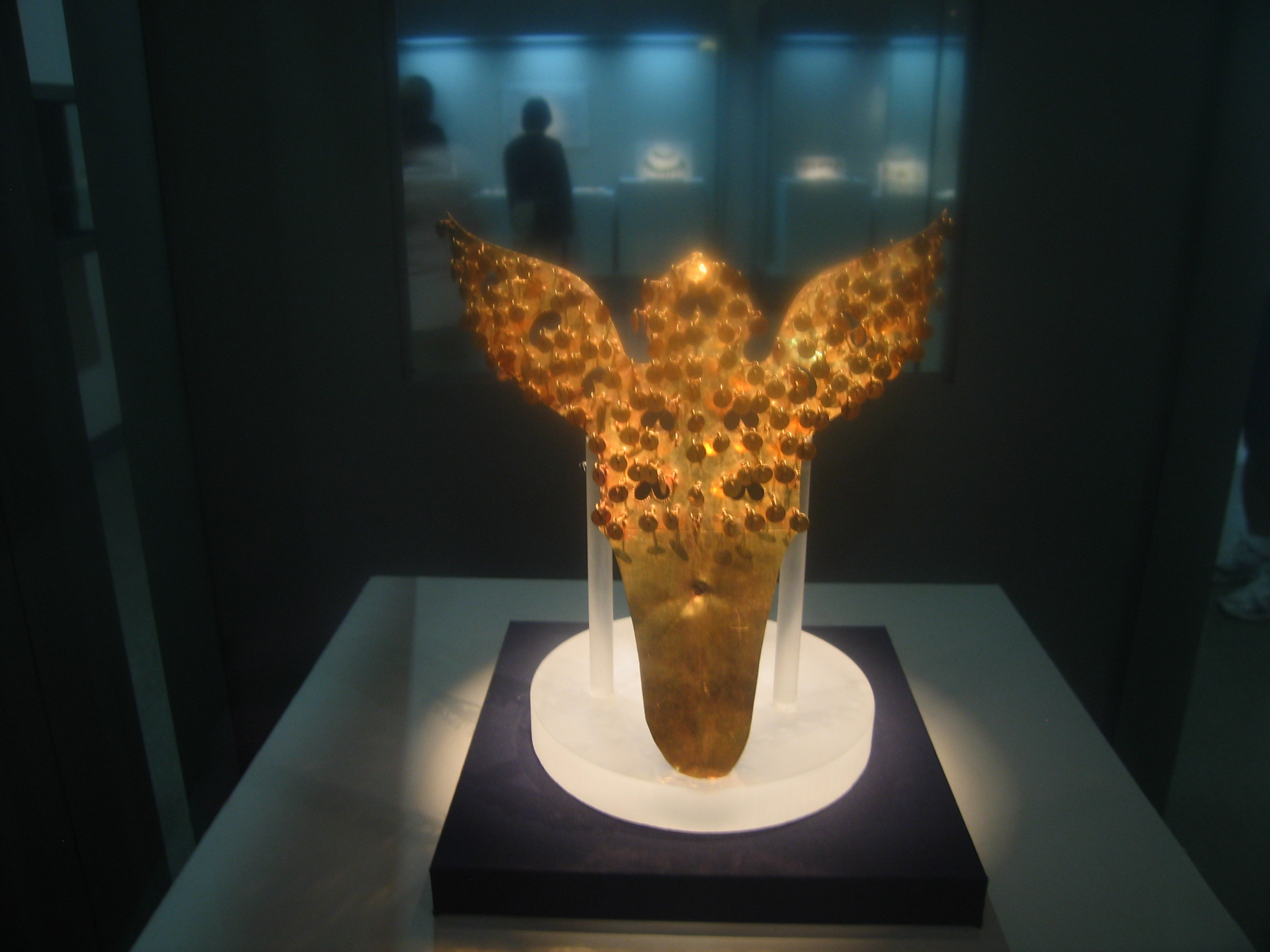
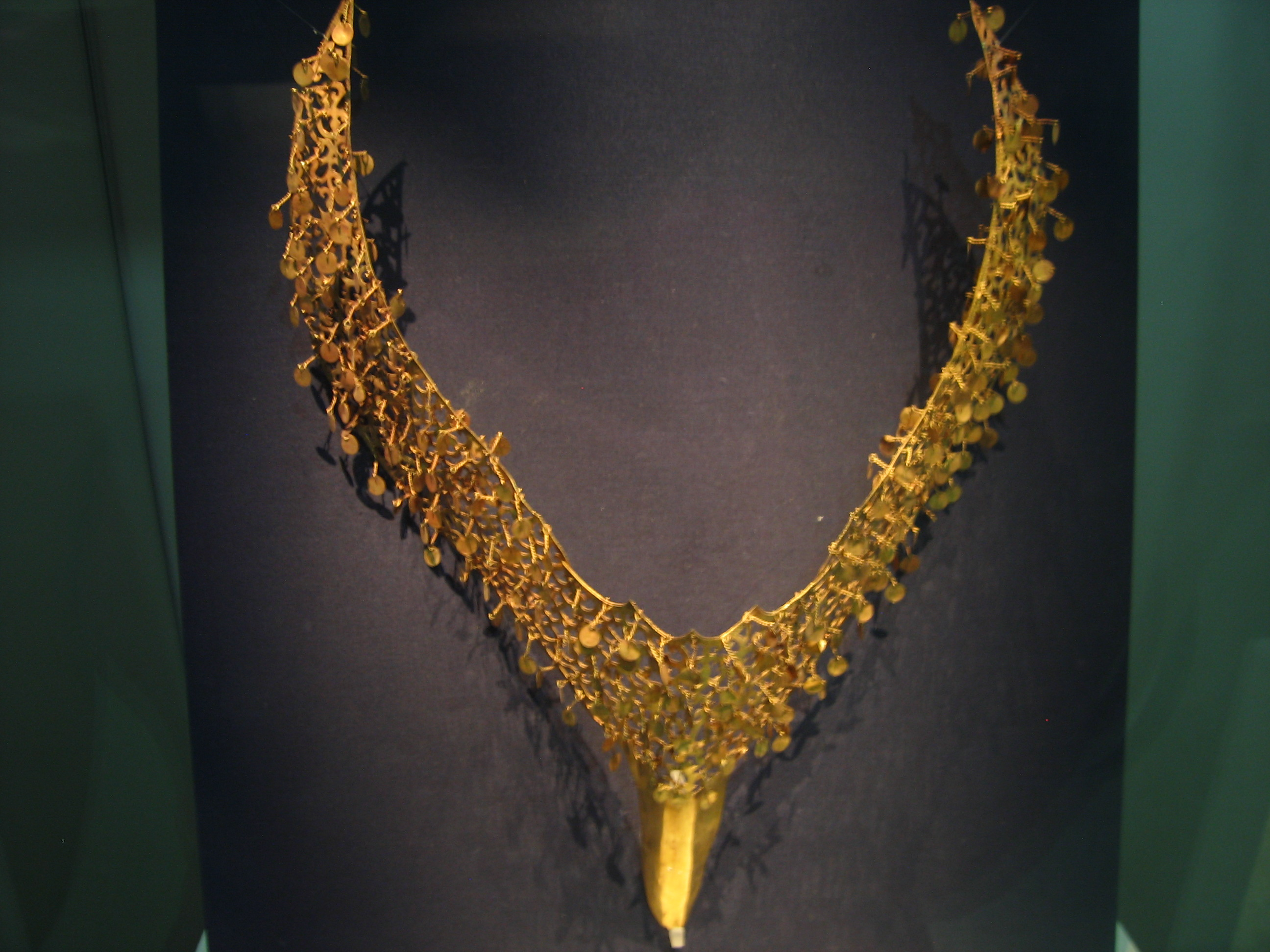
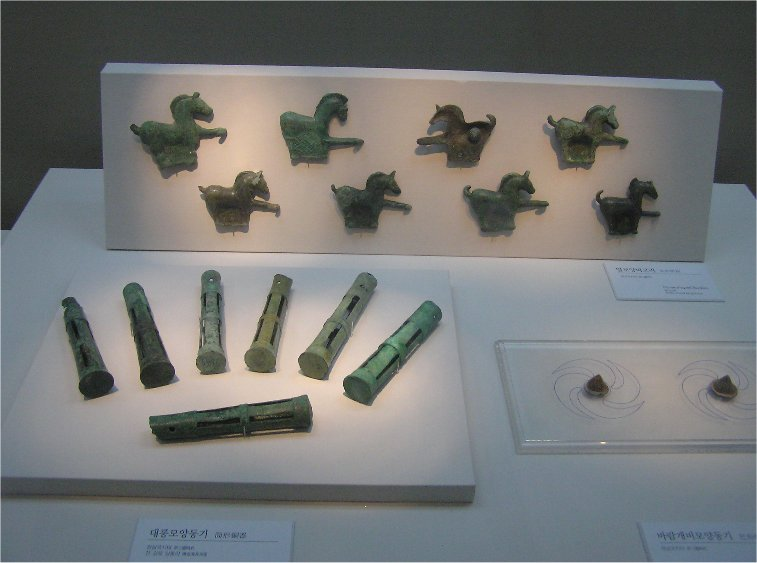
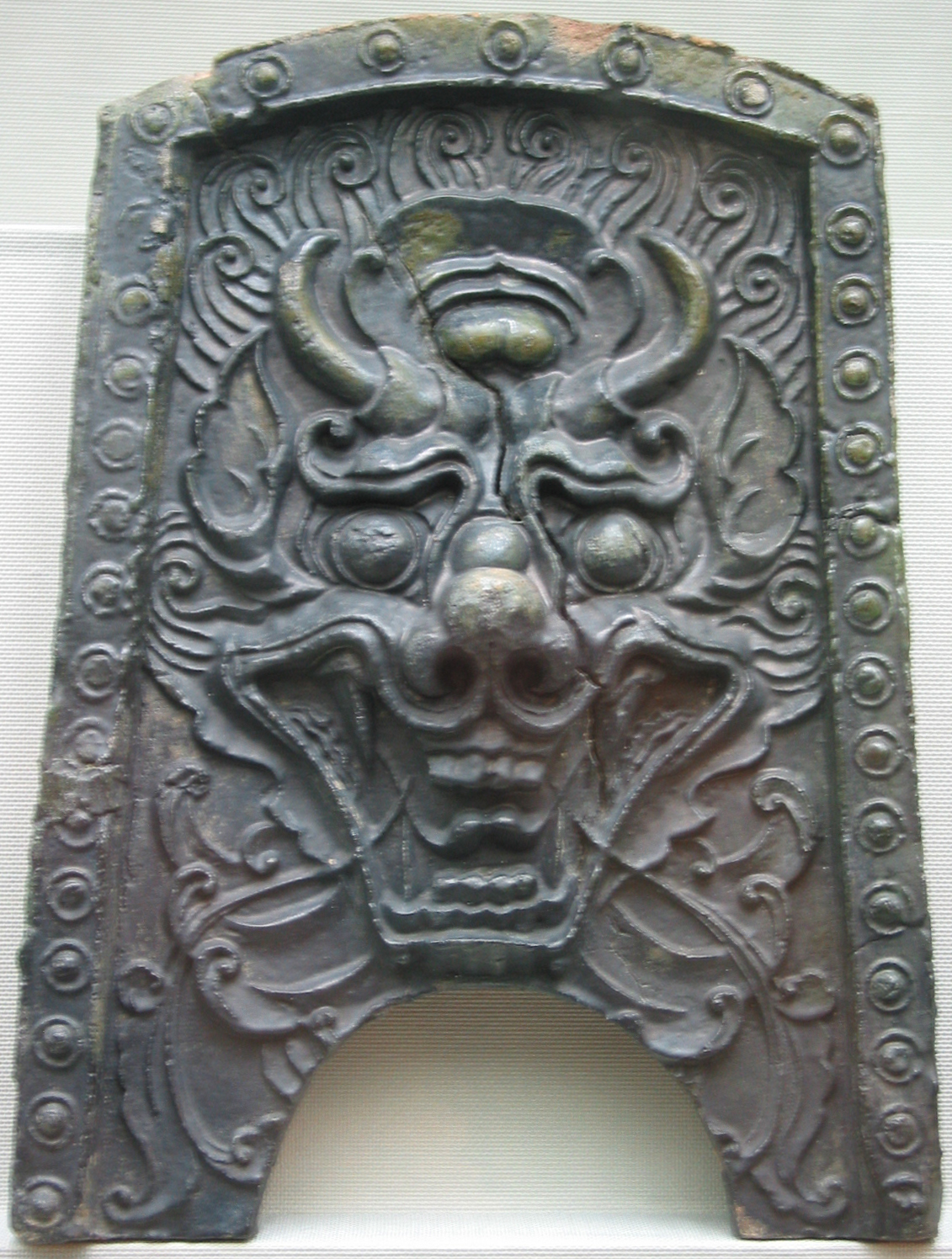
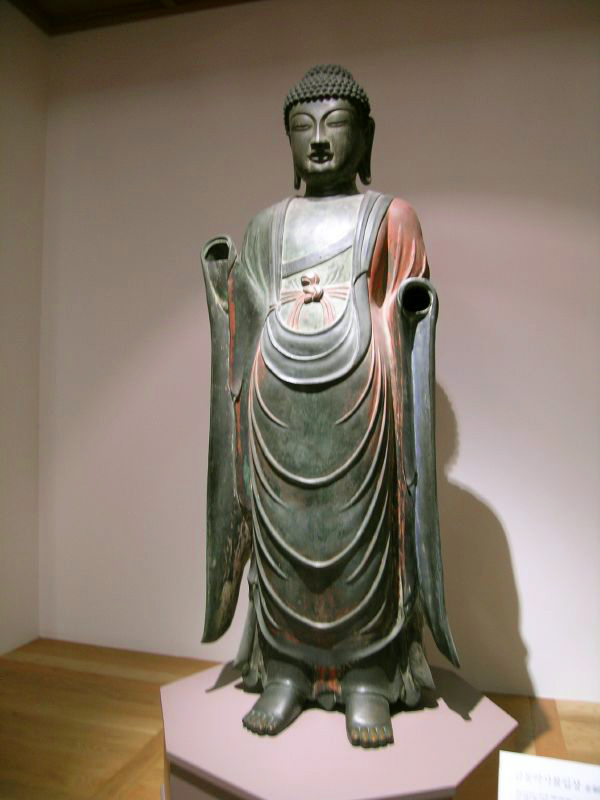
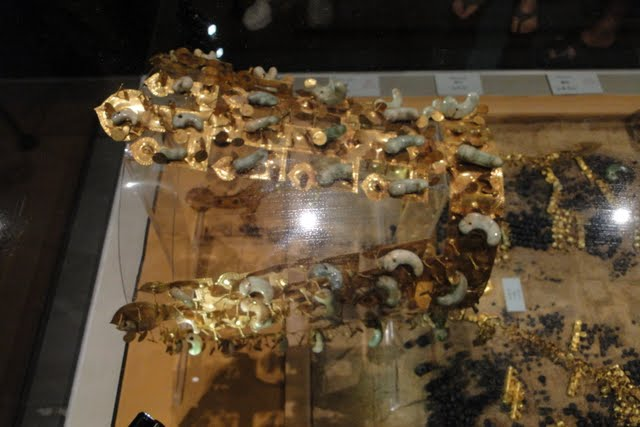
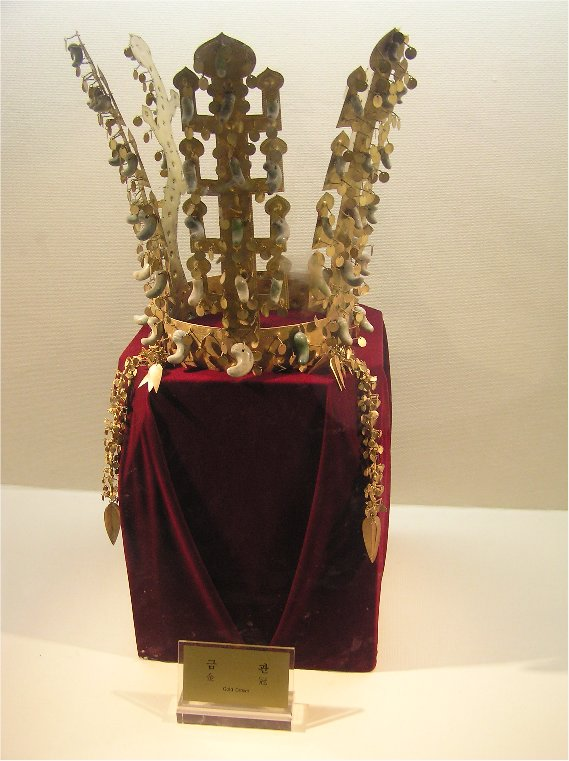
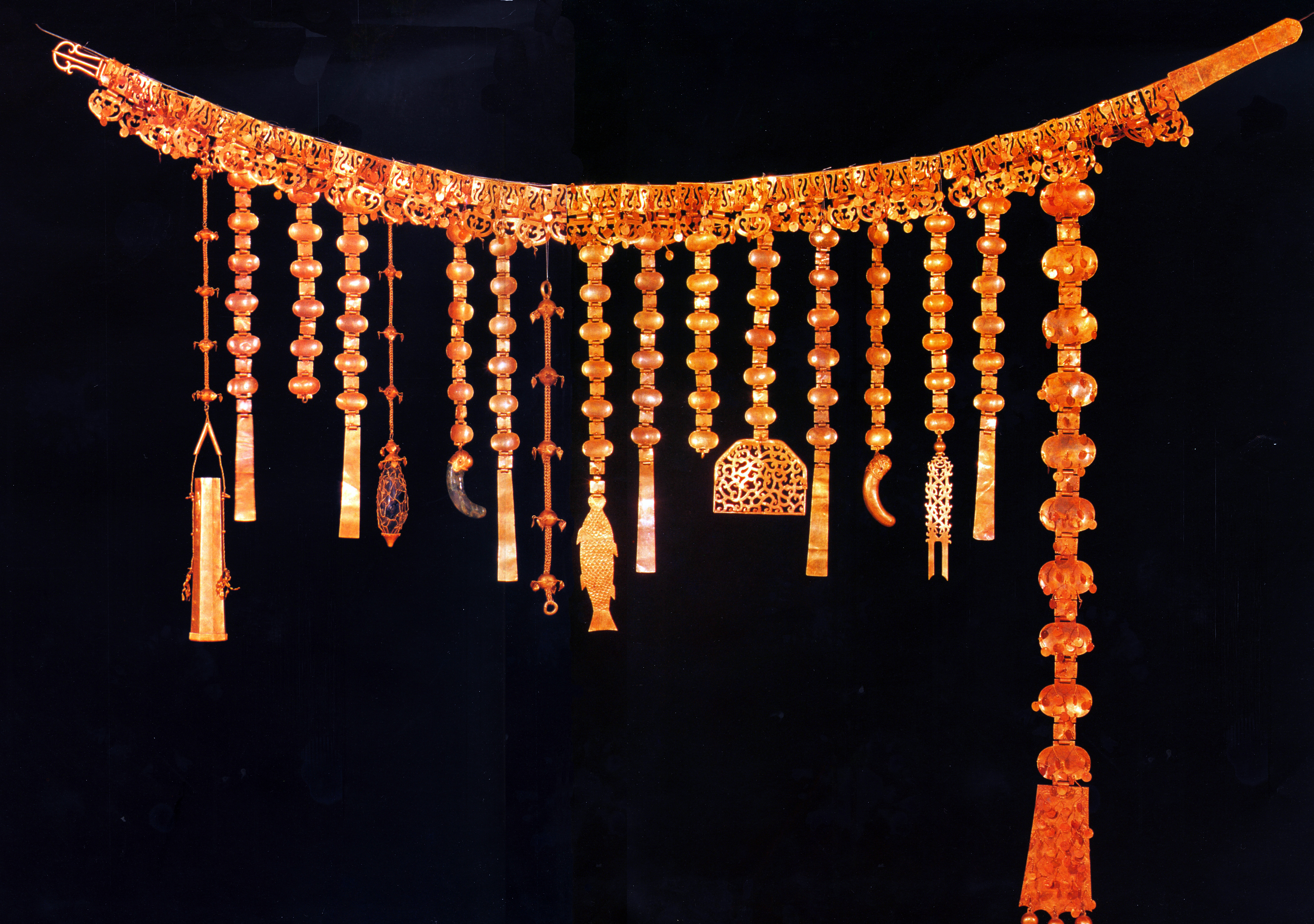
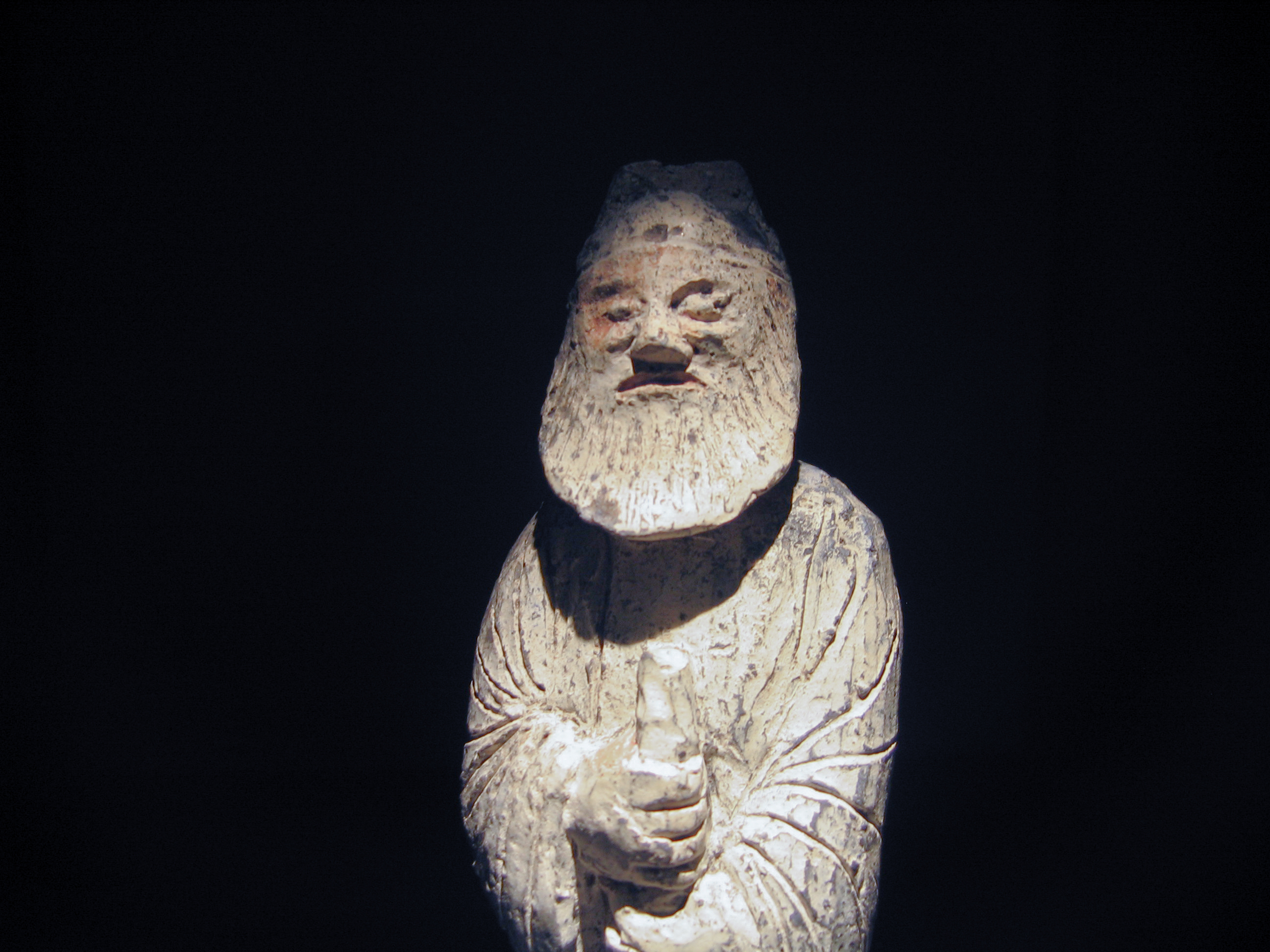
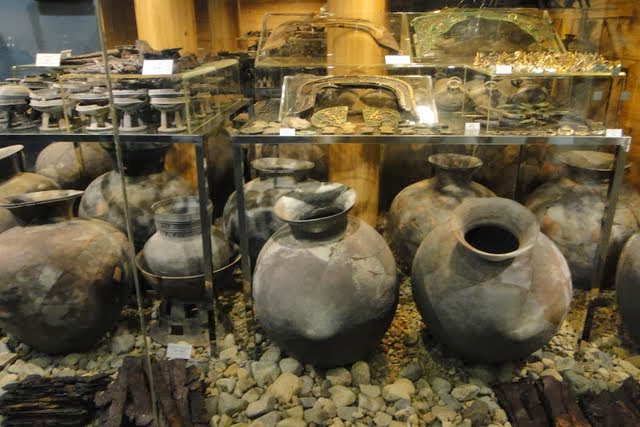